# Трубецкой, Иван Юрьевич Большой
Это статья об Иване Юрьевиче Трубецком Большом. О его племяннике см. Трубецкой, Иван Юрьевич Меньшой
Князь Ива́н Ю́рьевич Трубецко́й (18 [28] июля 1667 — 16 [27] января 1750) — соратник Петра I, генерал-фельдмаршал, последний в русской истории боярин. Во время Северной войны 18 лет провёл в плену в Швеции. Старший брат князя Юрия Юрьевича Трубецкого, от которого происходят все последующие Трубецкие.

## Биография
Иван Трубецкой родился в семье боярина Юрия Петровича Трубецкого и княжны Ирины Васильевны Голицыной (ум. 1679), сестры фаворита царевны Софьи. Благодаря высокому положению родни Иван уже в семнадцать лет стал стольником, одним из первых вступил в Преображенский полк и к 1693 г. был уже капитаном, а через год — подполковником. Кроме того, ещё совсем молодым человеком Трубецкой стал боярином, соединив старые чины Московского государства и новые чины и звания петровского времени. Именно Ивану Юрьевичу была поручена охрана заточенной в Новодевичьем монастыре царевны Софьи, охраняя которую князь чудом пережил нападение стрельцов на монастырь. Дав Трубецкому чин генерал-майора, царь назначил его в 1698 г. новгородским наместником.
В Северной войне, начавшейся неудачным для русской армии сражением под Нарвой, князь командовал дивизией и попал в плен, в котором пробыл восемнадцать лет. Карл XII разрешил жене Трубецкого приехать к супругу и жить вместе с ним в Швеции. Позднее Иван Юрьевич даже был принят при шведском дворе. В 1718 году его и генерала Автонома Головина царь обменял на пленного шведского фельдмаршала Реншильда.
Возвратившись в Россию, князь удостоился звания генерал-лейтенанта в первый день 1719 года, а спустя три месяца был назначен командующим всеми кавалерийскими полками на Украине. 28 января 1722 года, когда праздновалось заключение Ништадтского мира со Швецией, князь получил чин генерал-аншефа и стал членом Военной коллегии. В феврале он был назначен киевским генерал-губернатором и в этой должности находился до декабря следующего года.
С восшествием на престол Петра II Трубецкой вернулся на службу и 25 февраля 1728 года удостоился чина генерал-фельдмаршала, не имея особых военных заслуг.
При вступлении на престол Анны Иоанновны Трубецкой выступил как ярый противник «верховников», пытавшихся ограничить самодержавную власть. Здесь немалую роль сыграли родственные связи. Племянница Ивана Юрьевича, Прасковья Юрьевна, вышедшая замуж за графа Салтыкова, состоявшего в близком родстве с Анной Иоанновной, мать которой происходила из этой семьи, была сторонницей императрицы и сумела убедить выступить против «верховников» и своего дядю. За эти заслуги князь был пожалован в сенаторы и награждён 26 апреля 1730 года орденами св. Андрея Первозванного и св. Александра Невского.
Будучи уже в преклонном возрасте, Трубецкой лишь изредка появлялся на заседаниях Военной коллегии, членом которой он состоял. Однако 23 мая 1739 года именным указом Анны Иоанновны в Москве вновь утверждалась должность генерал-губернатора, на которую был назначен Иван Юрьевич. На этой должности он находился всего семь месяцев и по собственному прошению 23 декабря этого же года был уволен от военной и гражданской службы.
С восшествием на престол Елизаветы Петровны князь Трубецкой одним из первых принес ей присягу и поддержал новую императрицу. Возвратившись в Санкт-Петербург, указом императрицы он вновь был назначен сенатором, но в заседаниях Сената почти не участвовал. Похоронен И. Ю. Трубецкой в Александро-Невском монастыре, в церкви св. Лазаря.

## Семья
Князь Иван Юрьевич первым браком был женат на богатой наследнице, княжне Анастасии Степановне Татевой (ум. 1690), последней представительнице этого рода.
Вторая жена (с 1691 года) — Ирина Григорьевна Нарышкина (1669—1749), дочь боярина Г. Ф. Нарышкина, впоследствии статс-дама. Разделяла с мужем тяготы шведского плена. В этом браке родились две дочери:
- Екатерина Ивановна (1692-17..), замужем за шляхтичем Антонием Дуниным-Скржинским, регентом канцелярии Большой Печати великого княжества Литовского, вместе с которым поселилась в Речи Посполитой. Король Август III декретом от 03.01.1739 пожаловал ей многие земли в Литве, принадлежавшие некогда фамилии Трубецких. Будучи бездетна, завещала село Спасское-Прохорово и некоторые другие вотчины своему кузену Д. Ю. Трубецкому.
- Анастасия Ивановна (1700—1755), в первом браке замужем за Дмитрием Кантемиром, во втором — за принцем Гессен-Гомбургским Людвигом.

В шведском плену от баронессы Вреде имел сына Ивана Ивановича Бецкого (1704—1795), знаменитого деятеля Русского Просвещения.